# Liste der Kulturdenkmale in Osterburken
In der Liste der Kulturdenkmale in Osterburken sind unbewegliche Bau- und Kunstdenkmale aller Stadtteile von Osterburken aufgeführt. Zur Stadt Osterburken gehören neben der Kernstadt Osterburken noch die Stadtteile Bofsheim, Hemsbach und Schlierstadt. Grundlage für diese Liste ist die vom Regierungspräsidium Karlsruhe herausgegebene Liste der Bau- und Kunstdenkmale.
Diese Liste ist nicht rechtsverbindlich. Eine rechtsverbindliche Auskunft ist lediglich auf Anfrage bei der Unteren Denkmalschutzbehörde der Stadt Osterburken erhältlich.

## Allgemein
- Bild: Zeigt ein ausgewähltes Bild aus Commons, „Weitere Bilder“ verweist auf die Bilder im Medienarchiv Wikimedia Commons.
- Bezeichnung: Nennt den Namen, die Bezeichnung oder die Art des Kulturdenkmals.
- Lage: Straßenname und Hausnummer oder Flurstücknummer des Kulturdenkmals, gegebenenfalls auch den Ortsteil. Die Grundsortierung der Liste erfolgt nach dieser Adresse. Der Link (Karte) führt zu verschiedenen Kartendiensten mit der Position des Kulturdenkmals. Fehlt dieser Link, wurden die Koordinaten noch nicht eingetragen. Sind diese bekannt, können sie über ein Tool mit einer Kartenansicht einfach nachgetragen werden. In dieser Kartenansicht sind Kulturdenkmale ohne Koordinaten mit einem roten bzw. orangen Marker dargestellt und können durch Verschieben auf die richtige Position in der Karte mit Koordinaten versehen werden. Kulturdenkmale ohne Bild sind an einem blauen bzw. roten Marker erkennbar.
- Datierung: Baubeginn, Fertigstellung, Datum der Erstnennung oder grobe zeitliche Einordnung entsprechend des Eintrags in der zuständigen Denkmaldatenbank (Landesamt für Denkmalpflege Baden-Württemberg).
- Beschreibung: Kurzcharakteristik des Kulturdenkmals.

## Bau- und Kulturdenkmale der Stadt Osterburken

### Osterburken (Kernstadt)
Bau-, Kunst- und Kulturdenkmale in der Kernstadt Osterburken (sowie den zugehörigen Orten Siedlung „Neue Heimat“ und dem Gehöft Marienhöhe, vormals Haide):
| Bild           | Bezeichnung                         | Lage                                                | Datierung                     | Beschreibung | ID |
| -------------- | ----------------------------------- | --------------------------------------------------- | ----------------------------- | --- | -- |
|                | Wohnhaus                            | Bahnhofstraße 7 (Karte)                             | um 1900                       | Wohnhaus, traufständiger zweigeschossiger zweifarbiger Ziegelbau mit Satteldach über grauem Sandsteinsockel, rote Sandsteingliederungselementen und rote Ecklisenen aus Ziegelmauerwerk, an der Traufseite Zwerchgiebel, gruppierte Fenster und Balkon in der Mittelachse, originaler Hauseingang an der Giebelseite mit vorgelagerter zweiläufiger Treppe, um 1900. | BW |
|                | Schwanenwirtskapelle                | Friedhofstraße (Karte)                              |                               | Schwanenwirtskapelle mit Bildstock. |    |
|                | Geologisch-Paläontologisches Museum | Hemsbacherstraße 24 (Karte)                         |                               | Geologisch-Paläontologisches Museum im GTO. Der Grundstock des im Ganztagsgymnasium Osterburken eingerichteten naturkundlichen Museums bildet die von Karl Türschel zusammengetragene Sammlung mit Fossilien und Mineralien des Muschelkalks. Die Ausstellung zeigt unter anderem einen Stammbaum der Ceratiten (Kopffüßer), Darstellungen zur Schichtenkunde des Muschelkalks und regionale Fossilienfunde aus dem jüngsten Erdzeitalter des Quartär. Darüber hinaus wird die Entwicklung der Kopffüßer, Armfüßer, Muscheln und Schnecken anschaulich gemacht. Im Freibereich der Schule befindet sich das größte Exponat in Form eines über fünf Tonnen wiegenden Gesteinsbrocken, ein Muschelriff aus dem Oberen Muschelkalk von Jagsthausen. | BW |
| Weitere Bilder | Kilianskapelle                      | Kapellenstraße 16 (Karte)                           |                               | Kilianskapelle Osterburken |    |
| Weitere Bilder | St. Kilian                          | Marktplatz 1 (Karte)                                | 16. Jh, 1731, 1845, 1971–1972 | Katholische Pfarrkirche St. Kilian, Turm einer Vorgängeranlage des späten 16. Jahrhunderts, Oberteil von 1731, Langhausneubau von 1845 durch modernen Neubau von 1971/72 ersetzt. Mit Ausstattungsteilen des 18. und 19. Jahrhunderts. |    |
|                | Rathaus, Heimatstube Hausdorf       | Marktplatz 3 (Karte)                                |                               | Rathaus. Heimatstube Hausdorf. Die seit 1975 bestehende heimatkundliche Sammlung zeigt Trachten, Handarbeiten, das Modell eines Bauernhofes, Urkunden, Fotos sowie Literatur zur ehemaligen Gemeinde Hausdorf/Sudetenland. | BW |
| Weitere Bilder | Römermuseum Osterburken             | Römerplatz 2, Römerstraße 4 (Karte)                 |                               | Römermuseum in Osterburken. |    |
| Weitere Bilder | Stadtturm                           | Turmstraße (Karte)                                  |                               | Stadtturm Osterburken |    |
| Weitere Bilder | Aquädukt Kandel                     |                                                     |                               | Aquädukt Kandel |    |
| Weitere Bilder | Kastell Osterburken                 | (Karte)                                             |                               | Kastell Osterburken |    |
| Weitere Bilder | Limes in Osterburken                | (Karte)                                             |                               | Limes in Osterburken. Original erhaltene und rekonstruierte Teile. Südlich von Osterburken steht am Standort des früheren Wachturms WP 08/32 Förstlein ein 1:1 Nachbau, der besichtigt und als Aussichtsturm bestiegen werden kann. |    |
|                | Bildstock                           | Schulstraße 33 (bei), Schlierstädter Straße (Karte) |                               | Bildstock |    |
| Weitere Bilder | Mühle                               |                                                     |                               | ehemalige Mühle in Osterburken, Mühlrad, Mauerreste. |    |
|                | Brücke                              |                                                     |                               | historische Brücke |    |
| Weitere Bilder | Brunnen                             |                                                     |                               | Brunnen |    |
| Weitere Bilder | Brunnen                             |                                                     |                               | Brunnen |    |
| Weitere Bilder | Kriegerdenkmal                      |                                                     |                               | Kriegerdenkmal 1870/71 |    |
|                | Kriegerdenkmal                      |                                                     |                               | Kriegerdenkmal |    |

### Bofsheim
Bau-, Kunst- und Kulturdenkmale in Bofsheim:
| Bild | Bezeichnung         | Lage                                      | Datierung | Beschreibung                 | ID |
| ---- | ------------------- | ----------------------------------------- | --------- | ---------------------------- | -- |
|      | Evangelische Kirche | Kirchweg 18 (Karte)                       |           | Evangelische Kirche Bofsheim | BW |
|      | Denkmal             | Sindolsheimer Straße, im Friedhof (Karte) |           | Denkmal                      |    |

### Hemsbach
Bau-, Kunst- und Kulturdenkmale in Hemsbach:
| Bild           | Bezeichnung   | Lage                                 | Datierung | Beschreibung | ID |
| -------------- | ------------- | ------------------------------------ | --------- | --- | -- |
|                | Bildstock     | Mauritiusstraße 1 (bei) (Karte)      |           | Bildstock | BW |
|                | Bildstock     | Mauritiusstraße 5 (bei) (Karte)      |           | Bildstock | BW |
| Weitere Bilder | St. Mauritius | Mauritiusstraße 6 (Karte)            |           | St.-Mauritius-Kirche Hemsbach. Ehemalige Wallfahrtskirche, die bereits 1281 erstmals urkundlich erwähnt wurde. In der denkmalgeschützten Kirche sind Wandmalereien aus dem 14. und 15. Jahrhundert erhalten. |    |
|                | Bildstock     | Osterburkener Straße 2 (bei) (Karte) |           | Bildstock | BW |
|                | Wegkreuz      | Hohe Steige 10 (bei) (Karte)         |           | Wegkreuz | BW |
|                | Wegkreuz      | Gärten ober dem Dorf (Karte)         |           | Wegkreuz | BW |

### Schlierstadt
Bau-, Kunst- und Kulturdenkmale in Schlierstadt (mit dem Dorf Schlierstadt und dem Gehöft Seligental, auch Selgental):
| Bild           | Bezeichnung                     | Lage                              | Datierung | Beschreibung | ID |
| -------------- | ------------------------------- | --------------------------------- | --------- | --- | -- |
|                | Schulhaus                       | Hauptstraße 29 (Karte)            | 1923      | Ehemaliges Schulhaus, heute Kindergarten, dreigeschossiger Sandsteinputzbau, übergiebelter Mittelteil mit Aufgangstreppe, errichtet 1923. |    |
|                | Bildstock                       | Heckenstraße 2 (bei) (Karte)      |           | Bildstock |    |
|                | Wegkreuz                        | Heckenstraße 28 (nach) (Karte)    |           | Wegkreuz |    |
| Weitere Bilder | Kloster Seligental              | Hof Seligental 1, 2, 4, 5 (Karte) | 1236      | Kloster Seligental, auch Seligentaler Hof, ehem. Zisterzienserinnenkloster Seligental, 1236 von Konrad von Dürrn gegründet, 1568 infolge der Reformation aufgehoben und als Hofgut weiterbetrieben, die Kirche erst 1788 profaniert, heute nicht mehr vorhanden, von den Klausurgebäuden der Ostflügel, ehem. Dormentgebäude mit Kapitelsaal, und Westflügel, ehem. Äbtissinenbau, heute Wohnhaus erhalten, im von einer Mauer umgrenzten Wirtschaftshof Zehntscheune von 1625, Holzlege und Rundturm, mittelalterliche Grabsteine in der Scheune(Sachgesamtheit mit barockem Kruzifix). Die Begrenzung der „zweimal gebrochenen Weid“ des Klosters Seligental wurde durch Steinkreuze mit dem Symbol einer Schäferschippe im Kopfteil angezeigt. Von diesen Steinkreuzen standen in den 1930er Jahren noch sechs Exemplare. Das letzte dieser Kreuze wurde vor dem Untergang gerettet, indem es bei der St. Sebastian Kirche in Seckach aufgestellt wurde. |    |
| Weitere Bilder | St. Gangolf                     | Kirchstraße 5 (Karte)             |           | St. Gangolf, historisches Kirchengebäude, im Kern aus dem 18. Jahrhundert. Eine Kirche an jener Stelle ist bereits aus der Zeit um 1100 belegt. |    |
|                | Bildstock                       | Kirchstraße 5 (bei) (Karte)       |           | Bildstock mit einer Darstellung zum Blutwunder von Walldürn. |    |
|                | Bildstock                       | Oberlandstraße 8 (bei) (Karte)    |           | Bildstock |    |
|                | Wegkreuz                        | Obere Talstraße (Karte)           |           | Wegkreuz | BW |
|                | Bildstock                       | Rathausstraße 10 (bei) (Karte)    |           | Bildstock | BW |
|                | Mosaikstandbild des Hl. Gangolf | Tannenwäldle                      |           | Standbild mit Mosaik des heiligen Gangolf. Ursprünglich war dieses Mosaik über dem Portal der Pfarrkirche St. Gangolf angebracht. in den 1979 er Jahren wurde es am jetzigen Standort ausgestellt. Es dient heute als Altar bei der jährlichen Gangolfsprozession im Mai. |    |